# Nero Wolfe contro l'FBI
Nero Wolfe contro l'FBI (titolo originale The Doorbell Rang) è il ventottesimo romanzo giallo di Rex Stout con Nero Wolfe protagonista.

## Trama
Nero Wolfe è ingaggiato perché spinga l'FBI a interrompere qualsiasi operazione inerente alla donna che ha inviato 10 000 copie di un libro aspramente critico circa il Bureau ed il suo presidente, J. Edgar Hoover. L'impresa sembra disperata ma Wolfe avrà degli alleati insospettati e finirà per imbattersi nel caso dell'uccisione di un giornalista, Morris Althaus, che stava preparando un articolo sugli abusi dell'FBI. La soluzione del caso potrebbe fornire all'investigatore un'arma formidabile contro gli uomini del Bureau, sospettati di essere coinvolti nell'omicidio.

### Personaggi principali
- Nero Wolfe: investigatore privato
- Archie Goodwin: suo assistente
- Fritz Brenner: cuoco e maggiordomo
- Lon Cohen: giornalista
- David Althaus: padre del defunto Morris
- Ivana Althaus: moglie di David
- Rachel Bruner: cliente di Wolfe
- Sara Dacos: segretaria di Rachel
- Timoty Quayle: direttore del "Tick-Tock"
- Cramer: ispettore della Squadra Omicidi

## Opere derivate
- Nero Wolfe, film televisivo del 1977 con Thayer David nel ruolo di Wolfe. Girato come episodio pilota di una serie mai realizzata, fu trasmesso dalla ABC per la prima volta nel 1979.
- Il pesce più grosso, episodio della serie televisiva prodotta dalla RAI nel 1969.
- Nero Wolfe contro l'FBI, episodio della serie televisiva prodotta dall'emittente televisiva A&E Network nel 2001

## Edizioni
- Rex Stout, Nero Wolfe contro l'FBI, traduzione di Laura Grimaldi, collana Gli Oscar del Giallo (n. 4), Arnoldo Mondadori Editore, 1975,  p. 233.